# Rue Fantin-Latour
Pour les articles homonymes, voir Fantin-Latour.
La rue Fantin-Latour est une voie du 16e arrondissement de Paris, en France.

## Situation et accès
La rue Fantin-Latour est une voie publique située dans le 16e arrondissement de Paris. Elle débute au 172-176, quai Louis-Blériot et se termine au 17, boulevard Exelmans.
Le quartier est desservi par la ligne 9, à la station Exelmans.

## Origine du nom

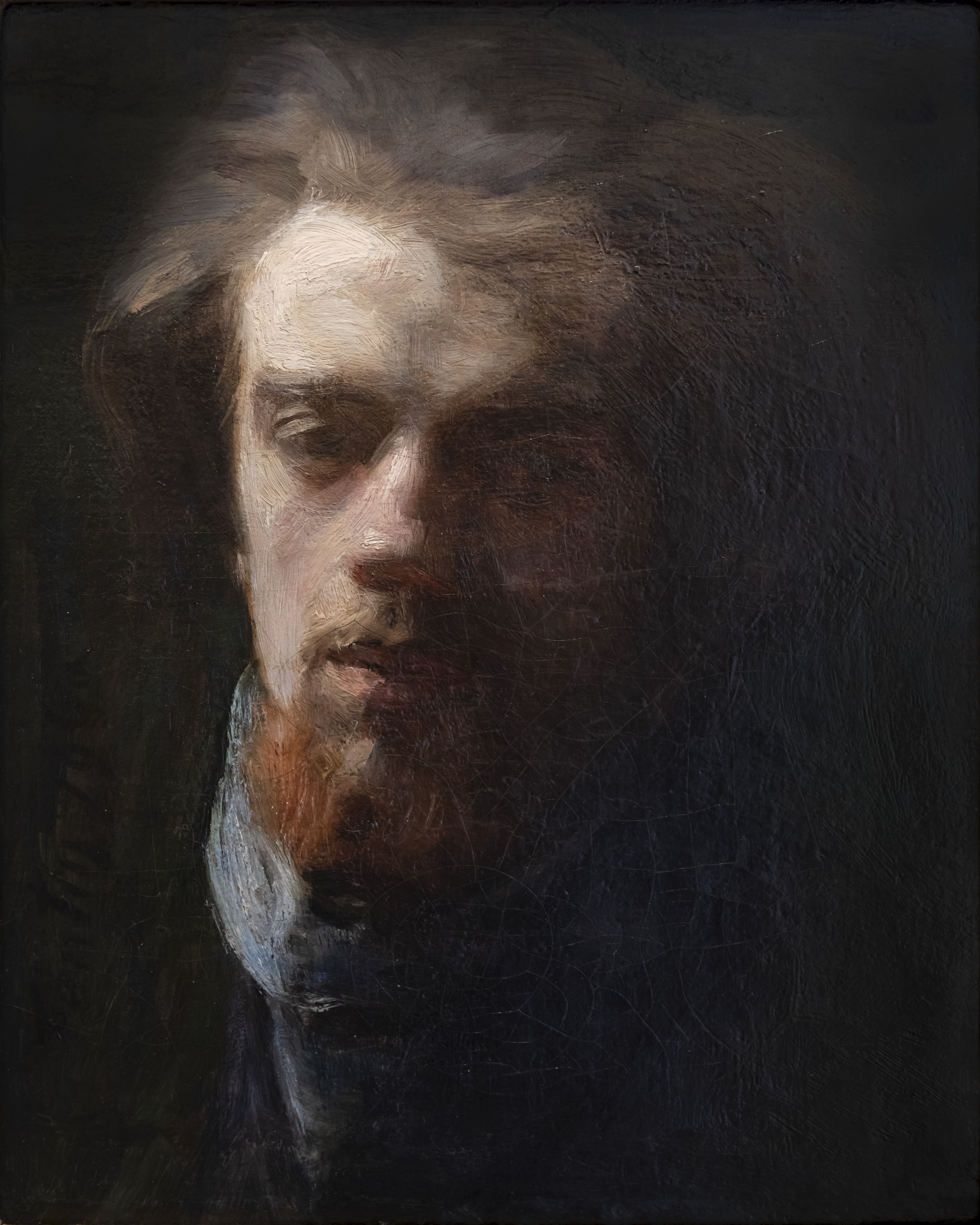
Henri Fantin-Latour, Autoportrait (1860).

Elle porte le nom du peintre, pastelliste et lithographe français Henri Fantin-Latour (1836-1904).

## Historique
Cette rue est composée de deux parties :
- la partie en retour sur le boulevard Exelmans est ouverte en 1889 et a été dénommée « impasse Exelmans », puis « rue Exelmans », avant de prendre sa dénomination actuelle par un arrêté du 7 décembre 1933 ;
- la partie aboutissant quai Louis-Blériot est ouverte en 1904 et a porté le nom de « rue Émile-Fournier », puis celui « rue Émile-Deschanel », avant de prendre sa dénomination actuelle par un arrêté du 31 janvier 1929.

## Dans la fiction
Dans la série de livres pour adolescents Langelot, écrite par Vladimir Volkoff (Lieutenant X), plusieurs volumes situent le domicile du chef de Langelot, le capitaine Montferrand, au no 8 de la rue Fantin-Latour.